# Episodi di The Last Kingdom (quinta stagione)
La quinta e ultima stagione della serie televisiva The Last Kingdom è stata resa interamente disponibile sul servizio di streaming on demand Netflix il 9 marzo 2022, in tutti i Paesi in cui è disponibile.
In chiaro è stata trasmessa su 20 il 1º gennaio 2023.
| nº | Titolo originale | Titolo italiano | Pubblicazione |
| -- | ---------------- | --------------- | ------------- |
| 1  | Episode 1        | Episodio 1      | 9 marzo 2022  |
| 2  | Episode 2        | Episodio 2      | 9 marzo 2022  |
| 3  | Episode 3        | Episodio 3      | 9 marzo 2022  |
| 4  | Episode 4        | Episodio 4      | 9 marzo 2022  |
| 5  | Episode 5        | Episodio 5      | 9 marzo 2022  |
| 6  | Episode 6        | Episodio 6      | 9 marzo 2022  |
| 7  | Episode 7        | Episodio 7      | 9 marzo 2022  |
| 8  | Episode 8        | Episodio 8      | 9 marzo 2022  |
| 9  | Episode 9        | Episodio 9      | 9 marzo 2022  |
| 10 | Episode 10       | Episodio 10     | 9 marzo 2022  |